# Nuoto ai campionati europei di nuoto 2016 - 400 metri stile libero maschili
La gara dei 400 metri stile libero maschili degli Europei 2016 si è svolta il 16 maggio 2016. Le batterie si sono svolte al mattino e la finale nel pomeriggio.

## Podio
| Pos.    | Atleta              | Nazione  |
| ------- | ------------------- | -------- |
| Oro     | Gabriele Detti      | Italia   |
| Argento | Henrik Christiansen | Norvegia |
| Bronzo  | Péter Bernek        | Ungheria |

## Record
Prima della manifestazione il record del mondo (RM), il record europeo (EU) e il record dei campionati (RC) erano i seguenti.
| Record mondiale       | 3'40"07 | Paul Biedermann | 28 luglio 2009 Roma     |
| Record europeo        | 3'40"07 | Paul Biedermann | 28 luglio 2009 Roma     |
| Record dei campionati | 3'45"10 | Yury Prilukov   | 18 marzo 2008 Eindhoven |

Durante la competizione sono stati migliorati i seguenti record:
| Data      | Evento | Atleta         | Nazione | Tempo   | Record                |
| --------- | ------ | -------------- | ------- | ------- | --------------------- |
| 16 maggio | Finale | Gabriele Detti | Italia  | 3'44"01 | Record dei campionati |

## Risultati

### Batterie
| Pos. | Batteria | Corsia | Atleta               | Nazionalità | Tempo   | Note |
| ---- | -------- | ------ | -------------------- | ----------- | ------- | ---- |
| 1    | 5        | 2      | Velimir Stjepanović  | Serbia      | 3'46"72 | Q    |
| 2    | 5        | 5      | Péter Bernek         | Ungheria    | 3'47"05 | Q    |
| 3    | 4        | 4      | Gabriele Detti       | Italia      | 3'47"18 | Q    |
| 4    | 5        | 6      | Maarten Brzoskowski  | Paesi Bassi | 3'47"63 | Q    |
| 5    | 4        | 0      | Felix Auböck         | Austria     | 3'47"92 | Q    |
| 6    | 4        | 5      | Henrik Christiansen  | Norvegia    | 3'48"33 | Q    |
| 7    | 5        | 3      | Stephen Milne        | Regno Unito | 3'48"43 | Q    |
| 7    | 4        | 6      | Filip Zaborowski     | Polonia     | 3'48"43 | Q    |
| 9    | 4        | 3      | Wojciech Wojdak      | Polonia     | 3'49"05 |      |
| 10   | 5        | 8      | Jan Micka            | Rep. Ceca   | 3'49"46 |      |
| 11   | 4        | 8      | Matias Koski         | Finlandia   | 3'50"02 |      |
| 12   | 5        | 7      | Timothy Shuttleworth | Regno Unito | 3'50"21 |      |
| 13   | 5        | 9      | Nezir Karap          | Turchia     | 3'50"44 |      |
| 14   | 1        | 7      | Jan Świtkowski       | Polonia     | 3'50"57 |      |
| 15   | 3        | 3      | Martin Bau           | Slovenia    | 3'50"90 |      |
| 16   | 5        | 1      | Max Litchfield       | Regno Unito | 3'51"30 |      |
| 17   | 3        | 7      | Richárd Nagy         | Slovacchia  | 3'51"31 |      |
| 18   | 4        | 2      | Jordan Pothain       | Francia     | 3'51"64 |      |
| 19   | 4        | 7      | Anton Ipsen          | Danimarca   | 3'51"76 |      |
| 20   | 2        | 2      | Henning Mühlleitner  | Germania    | 3'52"22 |      |
| 21   | 3        | 5      | Joris Bouchaut       | Francia     | 3'52"25 |      |
| 21   | 3        | 8      | Marc Hinawi          | Israele     | 3'52"25 |      |
| 23   | 2        | 4      | Victor Johansson     | Svezia      | 3'52"52 |      |
| 24   | 3        | 0      | Adam Paulsson        | Svezia      | 3'52"55 |      |
| 25   | 3        | 4      | Dimitrios Dimitriou  | Grecia      | 3'52"58 |      |
| 26   | 3        | 6      | Ido Haber            | Israele     | 3'52"76 |      |
| 27   | 5        | 4      | James Guy            | Regno Unito | 3'52"91 |      |
| 28   | 3        | 1      | Kacper Klich         | Polonia     | 3'53"02 |      |
| 29   | 4        | 9      | David Brandl         | Austria     | 3'53"37 |      |
| 30   | 4        | 1      | Miguel Durán         | Spagna      | 3'53"55 |      |
| 31   | 3        | 2      | Lander Hendrickx     | Belgio      | 3'54"08 |      |
| 32   | 2        | 7      | Kristóf Rasovszky    | Ungheria    | 3'54"28 |      |
| 33   | 2        | 3      | Lorenz Weiremans     | Belgio      | 3'54"38 |      |
| 34   | 2        | 5      | Vuk Čelić            | Serbia      | 3'54"69 |      |
| 35   | 5        | 0      | Gergő Kis            | Ungheria    | 3'54"76 |      |
| 36   | 2        | 1      | Stefan Šorak         | Serbia      | 3'55"26 |      |
| 37   | 2        | 0      | Kaan Özcan           | Turchia     | 3'55"61 |      |
| 38   | 1        | 6      | Kristian Kron        | Svezia      | 3'56"79 |      |
| 39   | 2        | 8      | Etay Gurevich        | Israele     | 3'57"02 |      |
| 40   | 1        | 3      | Ján Kútnik           | Rep. Ceca   | 3'57"51 |      |
| 41   | 2        | 9      | Irakli Revishvili    | Georgia     | 3'57"98 |      |
| 42   | 1        | 4      | Pit Brandenburger    | Lussemburgo | 3'58"32 |      |
| 43   | 1        | 5      | Ediz Yıldırımer      | Turchia     | 3'58"37 |      |
| 44   | 2        | 6      | Truls Wigdel         | Norvegia    | 3'59"44 |      |
| 45   | 3        | 9      | Alexei Sancov        | Moldavia    | 4'03"25 |      |
| 46   | 1        | 2      | Franc Aleksi         | Albania     | 4'14"68 |      |

### Finale
| Pos. | Corsia | Atleta              | Nazionalità | Tempo   | Note                  |
| ---- | ------ | ------------------- | ----------- | ------- | --------------------- |
|      | 3      | Gabriele Detti      | Italia      | 3'44"01 | Record dei campionati |
|      | 7      | Henrik Christiansen | Norvegia    | 3'46"49 |                       |
|      | 5      | Péter Bernek        | Ungheria    | 3'46"81 |                       |
| 4    | 2      | Felix Auböck        | Austria     | 3'46"88 |                       |
| 5    | 6      | Maarten Brzoskowski | Paesi Bassi | 3'47"09 |                       |
| 6    | 4      | Velimir Stjepanović | Serbia      | 3'47"48 |                       |
| 7    | 8      | Filip Zaborowski    | Polonia     | 3'49"30 |                       |
| 8    | 1      | Stephen Milne       | Regno Unito | 3'49"49 |                       |